# Yakov Smirnoff
Yakov Naumovich Pojis (Ruso: Яков Наумович Похис, ucraniano: Яків Наумович Похис; nacido el 24 de enero de 1951 en Odessa, RSS de Ucrania, Unión Soviética), conocido artísticamente como Yakov Smirnoff, es un humorista, actor, pintor y profesor ucraniano, nacionalizado estadounidense. Alcanzó la fama en la década de 1980, en actuaciones cómicas en las cuales utilizaba la ironía y los juegos de palabras para comparar el régimen comunista de la URSS y el estilo de vida norteamericano en los últimos años de la Guerra Fría.

## Biografía

### Inicios
Smirnoff nació en el seno de una familia judía de Odessa, en la Unión Soviética. Estudió Bellas Artes y se ejerció como profesor de Educación Artística en su ciudad natal, hasta que emigró a Estados Unidos en 1977 para hacer carrera como humorista y actor cómico. Su primer empleo en Norteamérica fue el de camarero en un bar de las Montañas Catskill, en el estado de Nueva York. Obtuvo la nacionalidad estadounidense el 4 de julio de 1986.

### Carrera artística
Las primeras películas en las que apareció como actor de reparto fueron Buckaroo Banzai (1984) y The Money Pit (1986). También apareció asiduamente en la serie de televisión Night Court (conocida en España como Juzgado de guardia). Su primer papel protagonista le llegó en la serie What a Country!, en la que representaba a un taxista que trataba de conseguir la nacionalidad estadounidense. Esta serie le asentó definitivamente en la fama, puesto que en ella Smirnoff empezó a realizar los chistes y bromas por los que es conocido (véase: Estilo humorístico).
Desde 1992 Smirnoff es el propietario de un escenario en Branson, Misuri, Estados Unidos, en el que actúa durante todo el año. También es profesor de artes plásticas en las universidades Estatal de Misuri y de Drury.

## Estilo humorístico

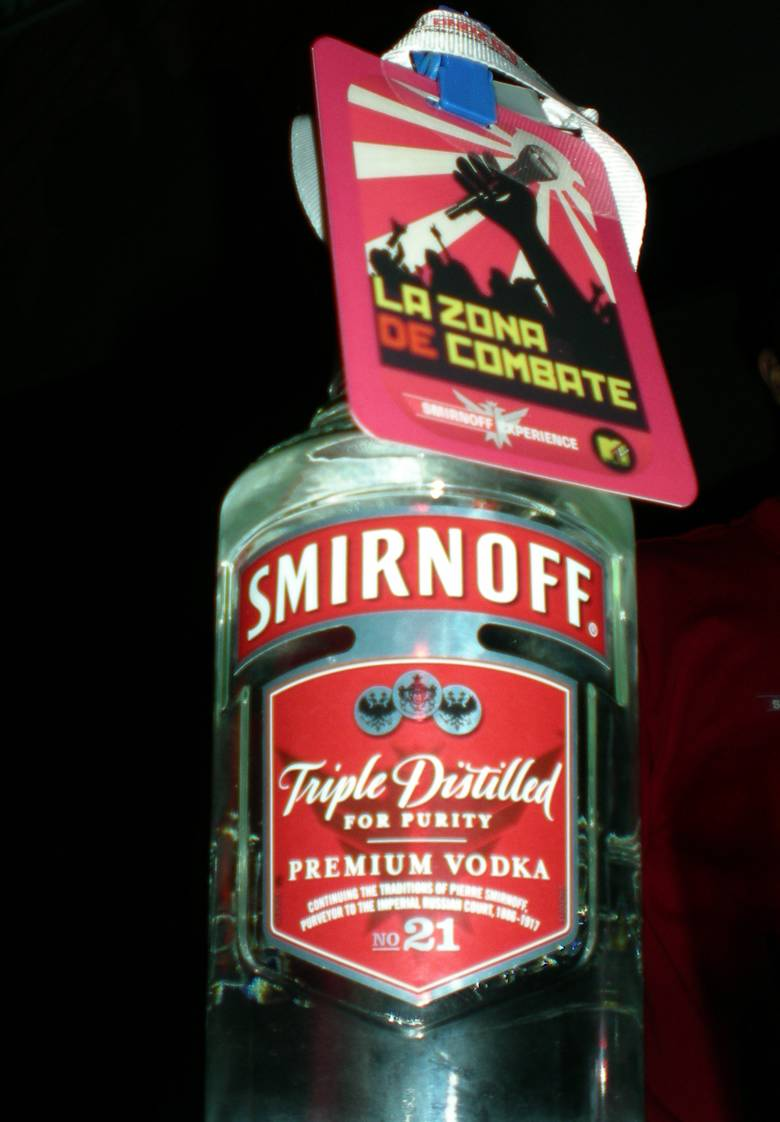
"...y me dije a mí mismo, ¡Qué país! ¡Estados Unidos ama a Smirnoff!"

### Estados Unidos: ¡Qué país!
Smirnoff, como soviético recién llegado a Estados Unidos, no conoce el estilo de vida estadounidense y encuentra símiles humorísticos en situaciones habituales para los occidentales. Ejemplos:
- "Al llegar a Nueva York vi un gran cartel que decía 'Smirnoff', y me dije a mí mismo, ¡Qué país! ¡Estados Unidos ama a Smirnoff!"
- "Leí un cartel que decía, 'Se necesita mujer a tiempo parcial'. ¡Qué país! Hasta los travestis encuentran trabajo."
- "En una tienda de ultramarinos había leche en polvo, huevos en polvo, polvo de talco... ¡Qué país!"
- "En Rusia no hay gais. Hay homosexuales, pero no pueden salir del armario. El castigo es pasar siete años en prisión con más hombres, y por eso hoy en día hay listas de espera de tres años."

### Reverso ruso

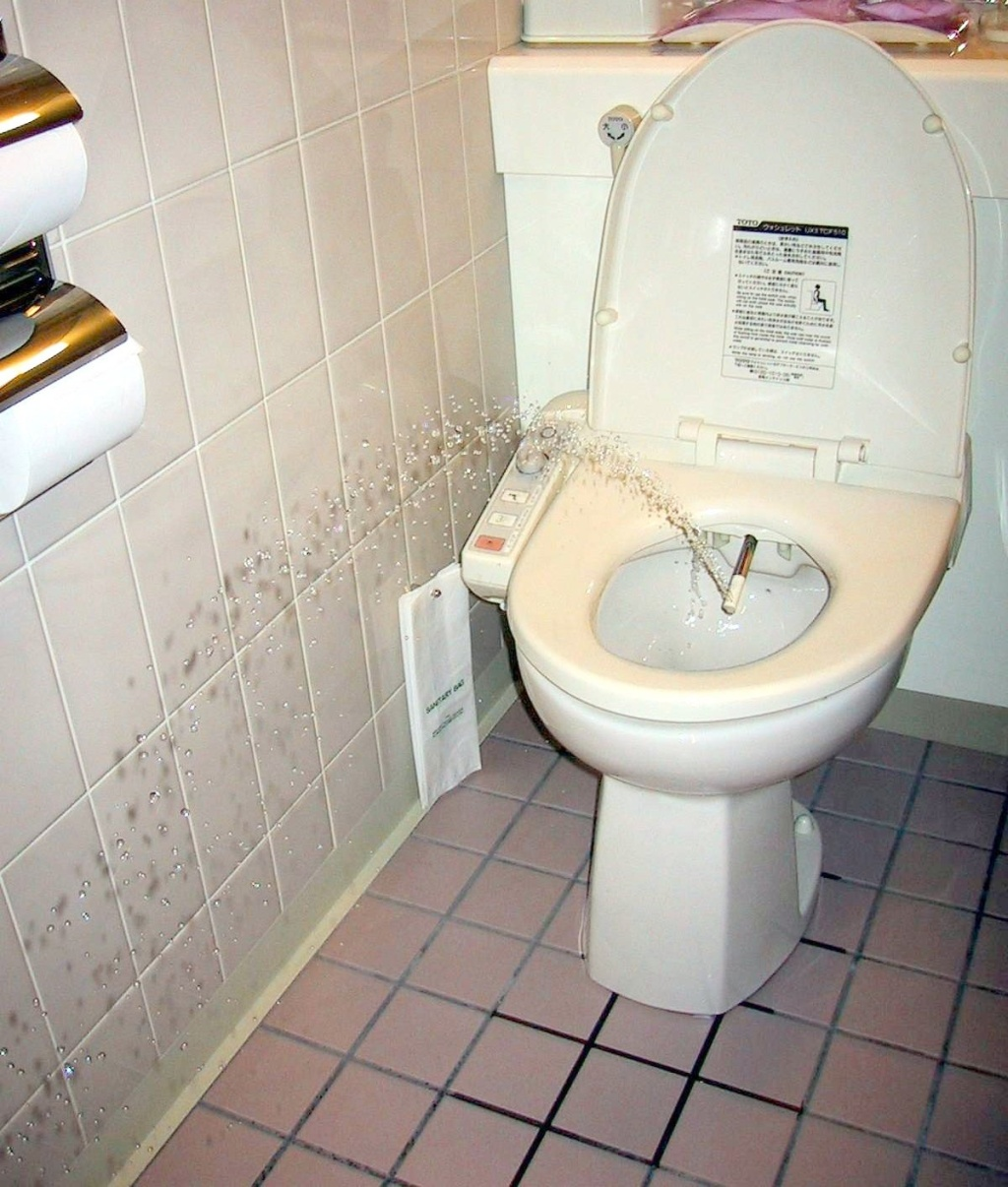
"En la Rusia Soviética, el inodoro se orina en ti."

El reverso ruso o inversión rusa (inglés: Russian Reversal) es un chiste inventado y recurrentemente utilizado por Yakov Smirnoff. Consiste en, dada una afirmación común en el mundo occidental (como en Estados Unidos), invertir el sujeto y el complemento directo de esta y añadir al principio "En la Rusia Soviética", para dar a entender que en el régimen comunista todo es al contratrio. Ejemplos:
- En Estados Unidos, tú puedes ver un partido.
- En la Rusia Soviética, El Partido te ve a ti.

- En Estados Unidos, tú puedes coger un resfriado.
- En la Rusia Soviética, el resfriado te coge a ti.

- En Estados Unidos, tú asesinas al Presidente.
- En la Rusia Soviética, el Presidente te asesina a ti.

- En Estados Unidos, tú rompes la ley.
- En la Rusia Soviética, la ley te rompe a ti

- En Estados Unidos, tú consumes un cóctel.
- En la Rusia Soviética, el cóctel te consume a ti.

- En Estados Unidos, tú ves la televisión.
- En la Rusia Soviética, la televisión te ve a ti.

- En Estados Unidos, tú comes una hamburguesa
- En la Rusia Soviética, la hamburguesa te come a ti

- En Estados Unidos, tú enriqueces uranio.
- En la Rusia Soviética, el uranio te enriquece a ti.

- En Estados Unidos, tú deportas a los ilegales.
- En La Rusia Soviética, los ilegales te deportan a ti.

- En Estados Unidos, tú juegas un videojuego
- En la Rusia Soviética, el videojuego te juega a ti

- En Estados Unidos, tú cazas a los osos.
- En la Rusia Soviética, los osos te cazan a ti.

- En Estados Unidos, la policía te arresta a ti.
- En la Rusia Soviética, tú arrestas a un policía.

- En Estados Unidos, tú te detienes en frío.
- En la Rusia Soviética, el frío te detiene a ti.

- En Estados Unidos, tú buscas un trabajo.
- En la Rusia Soviética, el trabajo te busca a ti.

etcétera. El reverso ruso es hoy en día un reconocido fenómeno de Internet, llegando incluso a aparecer en periódicos de la talla del New York Times.

## Memoria del 11 de septiembre
En la noche del 11 de septiembre de 2001, Smirnoff, conmocionado por los ataques terroristas en Nueva York, comenzó a dibujar un cuadro de puntillismo inspirado en la Estatua de la Libertad, al que llamó "El Corazón de América".